# Yoo Jun-soo
Đây là một tên người Triều Tiên, họ là Yoo.
Yoo Jun-Soo (sinh ngày 8 tháng 5 năm 1988) là một cầu thủ bóng đá người Hàn Quốc thi đấu cho Buriram United ở Giải bóng đá Ngoại hạng Thái Lan. Trước đó anh thi đấu cho Incheon United ở K League and cho Gyeongju KHNP ở Giải Quốc gia Hàn Quốc.

## Sự nghiệp câu lạc bộ
Yoo, một cầu thủ tuyển từ đợt tuyển quân K League 2011, được lựa chọn Incheon United cho mùa giải 2011. Anh có màn ra mắt từ băng ghế dự bị trong trận mở màn mùa giải của Incheon, thay cho cầu thủ Brasil Luizinho khi đội bóng thất bại trước Sangju Sangmu. Sau khi được ra sân thường xuyên ở cả K League và Cúp Liên đoàn, Yoo cuối cùng cũng điền tên vào bảng điện tử với bàn thắng cho Incheon trong trận đấu tại Cúp FA trước Đại học Yeonsei ngày 18 tháng 5, giúp đội bóng có chiến thắng 2 - 1 và Incheon tiến vào vòng 16 đội.
Trong mùa giải 2013, Yoo xuống chơi tại Giải Quốc gia Hàn Quốc và gia nhập Gyeongju KHNP. Anh ghi 7 bàn trong suốt mùa giải. Anh được ký hợp đồng bởi Ulsan Hyundai năm 2014, và thi đấu ở K League 1.
Vào tháng 1 năm 2018, Yoo ký hợp đồng với câu lạc bộ Thái Lan Buriram United
|Trong 5 trận đầu tiên, Yoo có 3 pha kiến tạo cho Buriram United khi thi đấu ở vị trí tiền vệ phòng ngự hoặc trung vệ.
|

## Thống kê sự nghiệp câu lạc bộ
Tính đến 8 tháng 1 năm 2014
| Thành tích câu lạc bộ | Thành tích câu lạc bộ | Thành tích câu lạc bộ  | Giải vô địch | Giải vô địch | Cúp     | Cúp       | Cúp Liên đoàn | Cúp Liên đoàn | Tổng cộng | Tổng cộng |
| Mùa giải              | Câu lạc bộ            | Giải vô địch           | Số trận      | Bàn thắng    | Số trận | Bàn thắng | Số trận       | Bàn thắng     | Số trận   | Bàn thắng |
| Hàn Quốc              | Hàn Quốc              | Hàn Quốc               | Giải vô địch | Giải vô địch | Cúp KFA | Cúp KFA   | Cúp Liên đoàn | Cúp Liên đoàn | Tổng cộng | Tổng cộng |
| --------------------- | --------------------- | ---------------------- | ------------ | ------------ | ------- | --------- | ------------- | ------------- | --------- | --------- |
| 2011                  | Incheon United        | K League 1             | 13           | 0            | 2       | 1         | 4             | 0             | 19        | 1         |
| 2012                  | Incheon United        | K League 1             | 9            | 0            | 1       | 0         | -             | -             | 10        | 0         |
| 2013                  | Gyeongju KHNP         | Giải Quốc gia Hàn Quốc | 32           | 7            | 0       | 0         | -             | -             | 32        | 7         |
| Tổng cộng sự nghiệp   | Tổng cộng sự nghiệp   | Tổng cộng sự nghiệp    | 54           | 7            | 3       | 1         | 4             | 0             | 61        | 8         |